# Labyrinthocyathus quaylei
Labyrinthocyathus quaylei is een rifkoralensoort uit de familie van de Caryophylliidae. De wetenschappelijke naam van de soort is voor het eerst geldig gepubliceerd in 1947 door Durham.